# Телебачення з повільною розгорткою
Телебачення з повільною розгорткою (англ. Slow Scan television — SSTV) — метод передачі зображення, що використовується в основному у аматорському радіозв'язку, для передачі статичних монохромних або кольорових зображень через радіо.
Іншим більш буквальним терміном для SSTV може використовуватися термін — вузькосмугове телебачення. Аналогова передача телевізійного сигналу потребує ширини каналу принаймні в 6 МГц, оскільки необхідно передавати 25 або 30 кадрів на секунду (в системах NTSC, PAL або SECAM). При передаванні статичного зображення ширина спектру сигналу SSTV зазвичай не перевищує 3 кГц, що дозволяє використовувати стандартну радіоаматорську апаратуру (приймачі і передавачі). Радіоаматори передають і приймають SSTV сигнал у діапазонах коротких (HF), ультракоротких (VHF), дециметрових (UHF) і сантиметрових хвиль.
SSTV — досить повільний метод: зазвичай, передавання одного кадру займає від восьми секунд до декількох хвилин, в залежності від використаного режиму передачі і роздільної здатності.

## Історія

### Концепція
Ідею SSTV запропонував Копторн Макдональд в 1957–58. Він створив першу систему SSTV із використанням електростатичного монітору і відіконову трубку. В ті дні здавалося достатнім використовувати 120 рядків по приблизно 120 пікселів на рядок для передачі чорно-білих сталих зображень через телефонний канал передачі в 3 кГц. Перші живі тести були здійснені на 11 метровому аматорському діапазоні — який згодом переданий для роботи сервісу громадського радіозв'язку в США. В 1970-их, любительськими радіо операторами було винайдено два види приймачів із друком на папір.

### Раннє використання при дослідженні космосу

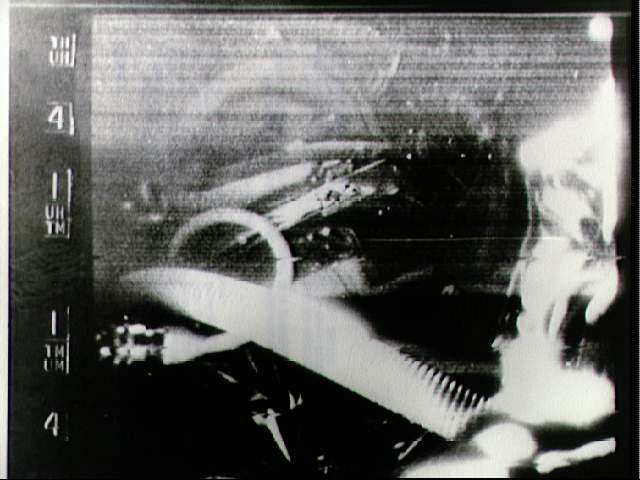
Астронавт Гордон Купер, трансляція SSTV відео із корабля Faith 7

SSTV застосовувалося для передачі зображень із зворотнього боку Місяця, які отримав космічний апарат Луна-3.
Перша космічна телевізійна система мала назву Селігер-Трал-Д і використовувалося на борту апарата Восток. Восток було створена на базі уже існуючого проекту з відеотелефонії в якому використовувалося дві камери, із трубками іконоскопа LI-23. Система видавала 10 кадрів на секунду із відеосигналом, що містив 100 рядків на кадр.

## Сучасне використання
Сучасні системи, що стали популярними починаючи з 1990-их, використовують персональні комп'ютери і спеціальне Програмне забезпечення замість спеціалізованого обладнання. Звукова плата ПК, разом із спеціальним програмним забезпеченням для обробки, може працювати як модем. Результат виводиться на екран комп'ютера. Для отримання зображення на вхід, може використовуватися мініатюрна цифрова камера або підготовлені цифрові фото.

### Модуляція
SSTV використовує аналогову частотну модуляцію, де кожне окреме значення яскравості зображення утворює різну звукову частоту. Іншими словами, частота сигналу зсувається вниз або вверх аби позначити більш яскраві або менш яскраві пікселі зображення, відповідно. Колір задають за допомогою визначення і надсилання яскравості для кожного компоненту кольору (як правило червоного, зеленого і синього) окремо. Цей сигнал можна подавати на передавач із одно-смуговою модуляцією (SSB), який в свою чергу модулює опорний сигнал.
Існує ряд різних режимів для передачі сигналу, але найбільш відомими з них є Martin M1 (популярний в Європі) і Scottie S1 (використовується в основному в США). Використовуючи їх передача зображення буде займати 114 (M1) або 110 (S1) секунд. Деякі режими передачі чорно-білого зображення, дозволяють передати його лише за 8 секунд.

### Заголовок
Перед зображенням надсилається заголовок для калібрування. Він складається із початкового тону довжиною в 300-мілісекунд і основною частотою в 1900 Гц, паузи в 10 мс на 1200 Гц, наступного 300-мілісекундного тону в 1900 Гц, після чого слідує слідує VIS (англ. "vertical interval signaling" - сигналізація із вертикальним інтервалом) код, що вказує який режим передачі було використано. VIS складається із біт довжиною в 30 мілісекунд. Код починається із біта на частоті 1200 Гц, за яким слідує 7 бітів даних (молодший значущий розряд попереду; 1100 Гц для 1, 1300 Гц для 0). Далі слідує парна кількість бітів парності, і потім заголовок зупиняється на біті в 1200 Гц. Наприклад, біти, що відповідають цілим числам 44 або 32 означають, що режим передачі Martin M1, а число 60 означає режим Scottie S1.

### Розгортка

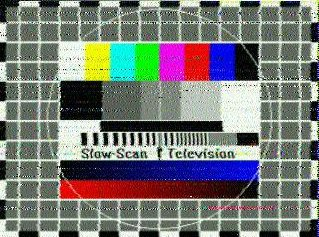
Тестова таблиця в повільній розгортці

Передача картинки складається із горизонтальних рядків, що скануються зліва направо. Кольорові компоненти надсилаються окремо рядок за рядком. Кодування кольору і порядок передачі може відрізнятися в залежності від обраного режиму. Більшість режимів використовують кольорову схему RGB; інші можуть бути чорно-білими, і передають лише один канал; інші режими використовують кольорову модель YC, що задає окремо яскравість (Y) і колірність (R–Y і B–Y). Частота модуляції змінюється від 1500 до 2300 Гц, відповідно до інтенсивності (яскравості) кольорового компоненту. Модуляція аналогова, тому, навіть якщо горизонтальна роздільна здатність часто задається як 256 або 320 пікселів, їх можна дискретизувати із будь-якою швидкістю. Традиційним співвідношенням сторін зображення є 4:3. Рядки зазвичай закінчуються горизонтальним імпульсом синхронізації в 1200 Гц довжиною в 5 мілісекунд (після того, як будуть передані всі кольорові компоненти рядка); в деяких режимах, імпульс синхронізації знаходиться в середині рядка.

## Популярні діапазони
На коротких хвилях SSTV-передачі можна почути на звичайний аматорський радіоприймач з режимом приймання однієї смуги сигналу (SSB). Нижче наведено деякі частоти для SSTV:
| Діапазон  | Частота                                      | Верхня/нижня смуга |
| --------- | -------------------------------------------- | ------------------ |
| 80 метрів | 3845 кГц у Північній Америці (3730 у Європі) | LSB                |
| 43 метри  | 6925 кГц (піратське радіо)                   | USB                |
| 40 метрів | 7170 кГц у Північній Америці (7165 у Європі) | LSB                |
| 20 метрів | 14230 кГц                                    | USB                |
| 15 метрів | 21340 кГц                                    | USB                |
| 10 метрів | 28680 кГц                                    | USB                |
| 11 метрів | 27700 кГц (піратське радіо)                  | USB                |